# Pales (mythologie)
De Pales of Pales II (meestal vrouwelijk, maar soms respectievelijk vrouwelijk en mannelijk) was een functiegod, later een godenpaar, die voortvloeide(n) uit het oude Romeinse herdersfeest van de Parilia. Hierdoor werd haar (hun) functie bepaald als vruchtbaarheidsbevorderend en patrones (patroons) van herders, kuddes en dergelijke.